# Akuwu
Akuwu est l'un des 29 villages de la commune d'Andek-Ngie située dans le département de la Momo, la région du nord-ouest au Cameroun. 

## Population
Lors du recensement national de 2005, 436 habitants y ont été dénombrés.
Selon une étude locale publiée en 2012, la population d'Akuwu est estimée à 2 419 personnes.

## Économie
En 2013, sur les 29 villages qui composent la zone du Conseil, seuls Azem et Akuwu étaient partiellement couverts par le réseau électrique national.